# Description de l’Égypte

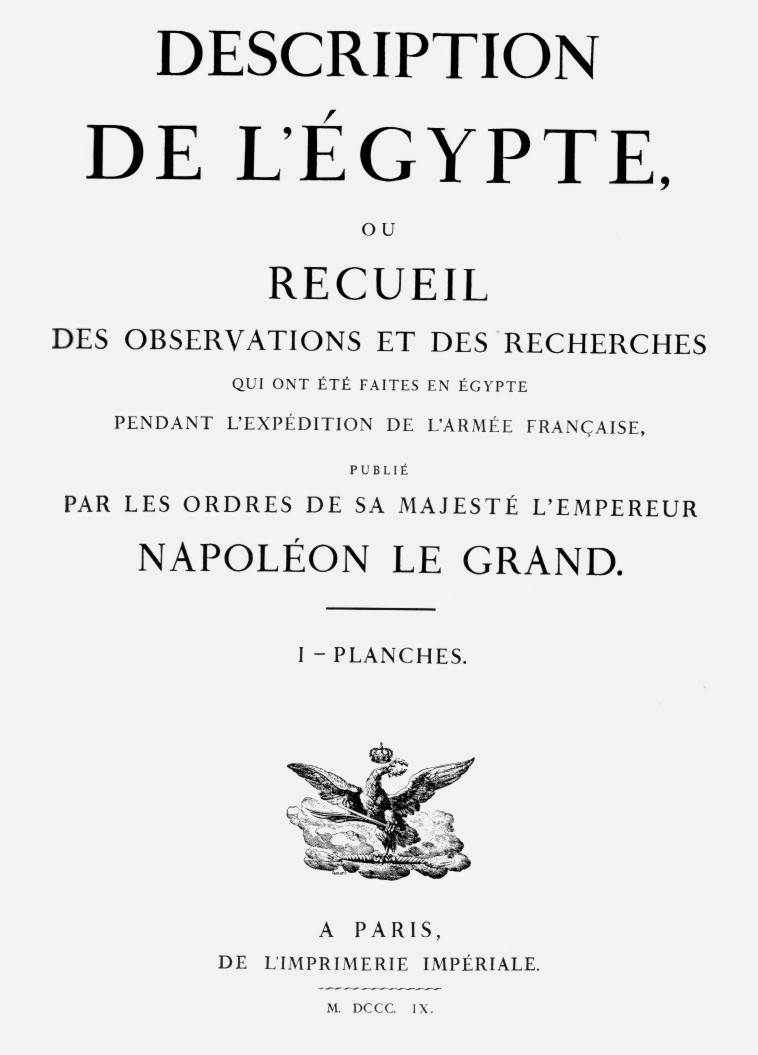
Karta tytułowa „Description...”

Opisanie Egiptu (fr. Description de l’Égypte) – wszechstronny naukowy opis wszystkich aspektów starożytnego i nowożytnego Egiptu będący wynikiem badań 160 naukowców i około 2000 rysowników i uczestników wyprawy Napoleona do Egiptu odbytej w latach 1798–1801. Dzieło składające się z 12 tomów wydano w 1809-1822.
Samą sztukę starożytną opisuje skromny fragment pracy poświęconej w zdecydowanej części geografii, hydrografii, zoologii i innym zagadnieniom ówczesnego Egiptu. Do dziś wchodzi w skład podręczników dla osób rozpoczynających studia nad Egiptem.
Pełny tytuł brzmi: Description de l’Égypte, ou Recueil des observations et des recherches qui ont été faites en Égypte pendant l’expédition de l’armée française.

## Edycja Pierwsza (Imperial edition)
- Tom 01 (1809), Volume I – Antiquités, Descriptions.
- Tom 02 (1818), Volume II – Antiquités, Descriptions.
- Tom 03 (1809), Volume I – Antiquités, Mémoires.
- Tom 04 (1818), Volume II – Antiquités, Mémoires.
- Tom 05 (1809), Volume I – Etat Moderne.
- Tom 06 (1822), Volume II – Etat Moderne.
- Tom 07 (1822), Volume II – Etat Moderne (2´ Partie).
- Tom 08 (1809), Volume I – Histoire Naturelle.
- Tom 09 (1813), Volume II – Histoire Naturelle.
- Tom 10 (18xx), Volume I – Préface et explication des planches.
- Tom 11 (1809), Volume I – Planches: Antiquités.
- Tom 12 (18xx), Volume II – Planches: Antiquités.
- Tom 13 (18xx), Volume III – Planches: Antiquités.
- Tom 14 (18xx), Volume IV – Planches: Antiquités.
- Tom 15 (1822), Volume V – Planches: Antiquités.
- Tom 16 (1809), Volume I – Planches: Etat Moderne.
- Tom 17 (1817), Volume II – Planches: Etat Moderne.
- Tom 18 (1809), Volume I – Planches: Histoire Naturelle.
- Tom 19 (1809), Volume II – Planches: Histoire Naturelle.
- Tom 20 (1809), Volume IIbis – Planches: Histoire Naturelle.
- Tom 21 (18xx), Volume I – Planches: Antiquités. („Mammutfolio”)
- Tom 22 (18xx), Volume I – Planches: Etat Moderne. („Mammutfolio”)
- Tom 23 (1818), Volume I – Planches: Carte géographiques et topographique.(„Mammutfolio”)